# Удовлетворение (фильм)
«Удовлетворение» (англ. Satisfaction) — американская романтическая музыкальная комедия режиссёра Джоан Фриман 1988 года. Первая большая роль Джулии Робертс.

## Сюжет
Дженни Ли (Жюстин Бейтман) является лидером и вокалисткой женской любительской рок-группы «Мистери», группа исполняет кавер-версии хитов прошлого. Девочки только что окончили школу и на лето собираются поехать в курортный городок, чтобы играть там в клубе. Неожиданно на группу обрушиваются проблемы. Во-первых, группу покидает клавишница, а во-вторых, банда хулиганов уничтожает фургон девушек. 
На роль нового клавишника Дженни приглашает своего соседа-пианиста Ники, который становится единственным мужчиной в их компании, а Муч и Билли угоняют фургон у лидера банды хулиганов. Группа «Мистери» отправляется на юг. 
Будучи на месте музыканты знакомятся с владельцем клуба Мартином Фалконом и его доберманом Гамлетом. Фалкон принимает группу на работу и позволяет им жить в хозяйственном помещении рядом со своим домиком у моря.
Компания проводит лето на пляже, по вечерам выступая в клубе. У каждого этим летом своё приключение. 
У клавишника Ники и барабанщицы Муч завязываются отношения. 
Дэрил (Джулия Робертс) начинает встречаться с местным богатым юношей, хотя у неё дома остался парень. Депрессивная и склонная к клептомании Билли, находясь в непривычной для себя новой обстановке, общается в основном только с собакой и начинает всё больше налегать на таблетки. 
У Дженни вообще романтические отношения завязываются с хозяином клуба Мартином Фалконом. Фалкон рассказывает, что у него есть приятель-менеджер, который возит в европейские турне американские группы и ему нужна новая группа для выступлений на разогреве. Через некоторое время он посетит клуб и для «Мистери» это шанс поехать в Европу на настоящие гастроли. 
Дженни тем временем объявляет Фалкону, что хочет переехать жить к нему.
После долгих размышлений, несмотря на свою симпатию к этой девушке, Фалкон сообщает Дженни, что не может позволить ей остаться с ним. Он взрослый мужчина с множеством проблем, в том числе и проблемой с алкоголем, а Дженни юная девушка, которая должна идти учиться и развивать свои таланты, а не прозябать с ним в этом южном захолустье. Дженни соглашается, что в первую очередь должна сейчас учиться, а значит европейское турне отменяется. Лето заканчивается и друзьям пора возвращаться домой.

## В ролях
- Жюстин Бейтман — Дженни Ли
- Лиам Нисон — Мартин Фалкон
- Трини Альварадо — Муч
- Скотт Коффи — Никки
- Бритта Филлипс — Билли
- Джулия Робертс — Дэрил
- Дебби Харри — Тина
- Крис Нэш — Фрэнки
- Майкл Делоренцо — Банни Слотц
- Том О’Брайен — Хубба
- Стив Кроппер — бармен Сэл

## Саундтрек
В этом же 1988 году был выпущен альбом с саундтреком. Альбом состоит из кавер-версий старых хитов в исполнении Жюстин Бейтман. Помимо прочих на альбоме присутствует кавер на «(I Can’t Get No) Satisfaction» The Rolling Stones, «C’mon Everybody» Эдди Кокрана и другие.

## Рецензии
Во время выхода фильм был встречен плохо. В The New York Times его описали как «типичный малобюджетный летний фильм, где у каждого есть горячий роман, хорошее тело и дорогая стрижка». 

По мнению Los Angeles Times фильм как-будто бросает из одного времени в другое: «Этот фильм предположительно о рок-группе 80-х годов, где песни датируются 60-ми, лексика и сексуальные отношения как в 70-х, а сюжет — чистые 50-е». 
 
Издание DVD Talk в своей ретроспективной рецензии отметило, что сейчас фильм может быть интересен хотя бы из-за Джулии Робертс у которой здесь полноценный дебют.